# Popillia cupricollis
Popillia cupricollis är en skalbaggsart som beskrevs av Hope 1831. Popillia cupricollis ingår i släktet Popillia och familjen Rutelidae. Inga underarter finns listade i Catalogue of Life.